# Slaget ved Wolf Creek
Slaget ved Wolf Creek er cheyennerne og deres allieredes massakre på en kiowa-soldanslejr i det nordvestligste Oklahoma i sommeren 1838. I lejren fandtes der også kiowa-apacher, mens en gruppe comancher holdt til i en nærtliggende lejr. Lejrene mistede mange folk under angrebet, og kiowaerne måtte begrave deres dræbte slægtninge i stedet for at holde soldans.

## Optakten året før
En sommerdag i 1837 sad en pilemager fra kiowa-stammen et stykke fra sin lejr, der gjorde klar til årets soldans. Han opdagede et par af lejrens jægere nærme sig ude fra prærien og kom dem i møde. Disse var imidlertid to fjendtlige cheyenner i spidsen for en flok bowstring-krigere på mindst toogfyrre mand. De skød og ramte kiowaen, der dog reddede sig tilbage til lejren på sin hest. Kiowaerne var snart beredne, indhentede en lille gruppe flygtende cheyenner til fods og dræbte dem.:272 
Inden alt for længe opdagede folk fra lejren, der også rummede kiowa-apacher og comancher, cheyennernes hovedgruppe forskanse sig på en bakketop. Kampen var hård, men bowstring-folkene faldt en efter en. Den sidste i live kvalte sig selv med et reb,:272  inden kiowaerne nåede frem til ham med deres lanser klar.:73 
Kiowaerne mistede seks mænd under stormen på højen, men gjorde krav på at have besejret hele otteogfyrre cheyenner. Skønt lejren begræd dens dræbte, gennemførte den soldansen som planlagt.:272 
I cheyennernes erindring drog kun toogfyrre bowstrings på hesterov mod kiowaerne, i øvrigt med en forbandelse fra stammens særlige pilevogter hængende over sig. De unge mænd havde pisket White Thunder, indtil han i utide skiftede de hvidmalede bisonsener på stammens fire hellige pile som en garanti for held på ekspeditionen.:72 

## Lejren ved Wolf Creek

### Angrebet indledes
Næste sommer lå kiowaernes soldanslejr i en træbevokset del af bredden ved Wolf Creek, der er et lille, nordøstvendt tilløb til den øverste del af North Fork of Canadian River. I lejren var der også kiowa-apacher, og længere østpå havde en lejr comancher slået deres tipier op. En stor lejr osage-indianere var ventet når som helst,:77  inviteret med efter at de og kiowaerne havde indgået en fredsaftale fire år før.:16 
En tidlig morgen red omkring tredive mænd og kvinder ud af kiowa-lejren for dels at jage og dels grave spiselige rødder op. Efter at holdet havde redet et stykke tid gjorde en bereden mand langt fremme tegn om at have opdaget bisoner. Gruppen var tæt på ham, da han gjorde omkring og angreb dem med sin lanse. Seks andre cheyenner til hest fulgte efter krigeren Porcupine Bear fra deres skjul i en lille dal. Krigslisten lykkedes, og inden længe var alle i jagtholdet dræbt.:57  Porcupine Bear og de øvrige krigere kunne aldrig bryste sig af deres netop udførte krigerbedrifter: Porcupine Bear var morder og han og hans famile udstødte folk.:49 
Denne morgen var samtlige cheyenners bestemmelsessted kiowaernes lejr ved Wolf Creek, for sidste sommers dræbte bowstring-krigerne skulle hævnes. Stammen og også talrige arapahoer bevægede sig ned mod vandløbet i samlet flok uden viden om, at gruppen af udstødte cheyenner allerede havde startet kampen et andet sted på prærien. I de lange kolonner af folk på vej over græssletten – syngende krigere til hest, gamle mænd, vandrende kvinder og sovende børn på travoiser:79  – fandtes også pilevogteren White Thunder. Slaget ved Wolf Creek skulle være en ”pilekamp”,:74  altså en nådesløs kamp mod kiowaerne efter at pilevogteren havde udført den påkrævede ceremoni med pilene, der ville sikre stammen overtaget.:542 
Sidst på morgenen og stadig et godt stykke borte fra Wolf Creek dræbte en mindre og adskilt gruppe cheyenner to kiowaer til hest. Kampen var i gang, før White Thunder havde haft tid til at udføre pileceremonien.:57 
Stammens krigere i hovedgruppen red nu i forvejen for resten af den brogede folkemængde, der fulgte efter i et roligere tempo. Fremme ved Wolf Creek krydsede mændene det lavvandede åløb for at komme over på den sydlige bred. Her dræbte de mere end ti kvinder, der var ude for at grave spiselige rødder op.:58 
Hovedstyrken fortsatte op langs vandløbet på sydsiden. Efter en lang færd, som krigerne havde påbegyndt i en kæmpelejr ved Beaver Creek aftenen før, var de omsider tæt på målet. I separate grupper kom cheyennerne og arapahoerne over Wolf Creek flere forskellige steder for at nå kiowa-lejren på nordsiden. Nogle trængte frem mod lejren gennem breddens træbevoksning. Her var en del kiowa-kvinder ved at tappe saft af træerne, mens flere unge kærestepar havde søgt ind i skoven for at være alene. Angriberne dræbte de fleste af dem på det sidste stykke vej hen til den store cirkel af tipier i soldanslejren.:81 
Mens cheyenne-krigerne koncentrerede angrebet mod selve lejren, nåede stammens gamle folk, kvinder og børn frem og stillede sig op på en bakke for at følge slaget på afstand.:81 

### Kampen om lejren
Kiowa-krigere til hest stødte frem mod de beredne cheyenner på vej over Wolf Creek for at holde dem ude af lejren. Kampen var hård og bølgede frem og tilbage. Kiowaerne pressede på et tidspunkt cheyennerne helt tilbage over vandløbet og op fra det. Under de følgende sammenstød på bredden blev pilevogteren White Thunder dræbt. En frygtløs arapaho-selvmordskriger:75  faldt under kampen om at få kontrol over vandløbet og også en tapper kiowa, der gjorde indtryk på cheyennerne med sine utrættelige angreb på dem. Begge sider mistede flere folk her.:80 
Kampens sårede cheyenner og arapahoer blev hjulpet op til kvinderne på bakken for at få behandlet deres skader.:81 
Flere comancher fra den nærliggende lejr kom efterhånden til og forstærkede lejrens forsvar. En del af kvinderne i kiowa-lejren greb imens deres økser og spærrede angribernes vej frem til tipierne via landjorden med fældede træer.:81  Andre dyngede sandjord op for at undgå kuglerne fra cheyennerne og arapahoernes få skydevåben.:139  Mange pakkede panisk de vigtigste ejendele på heste og stod klar til at flygte, hvis stormen på lejren lykkedes. Kun få angribere havde dog held med at forcere forhindringen af sammenfiltrede grene og stammer, og de blev straks lette mål for kiowaerne.:81 
Lejren holdt stand fra omkring midt på dagen og lige til tusmørket kom, og cheyennerne og arapahoerne endelig trak sig tilbage nordpå.:81 

## Efter slaget
Kiowaerne havde lidt store tab, ligesom kiowa-apacherne og comancherne havde mistet flere folk. På grund af de mange dræbte, der skulle stedes til hvile, blev sommerens soldans ikke til noget.:139 
Cheyennernes håb om en hurtig og total sejr over kiowaerne var blevet gjort til skamme, idet de aldrig trængte ind i lejren. Mod forventning havde stammen også mistet mange unge mænd under hævntogtet. Cheyennerne forklarer det uventet høje tabstal med den manglende pileceremoni, der skulle have beskyttet stammens folk.:57 
Højst et par dage efter kampen ankom de inviterede osage-indianere til kiowaernes lejr; for sent til at ændre på styrkeforholdet og måske slagets gang. Osagernes opfordringer til kiowaerne om i fællesskab at forfølge og slå cheyennerne og arapahoerne blev mødt med modløse afslag.:62 
I 1840 sluttede alle de involverede stammer i slaget ved Wolf Creek en varig fred.:275 